# Władimir Promysłow

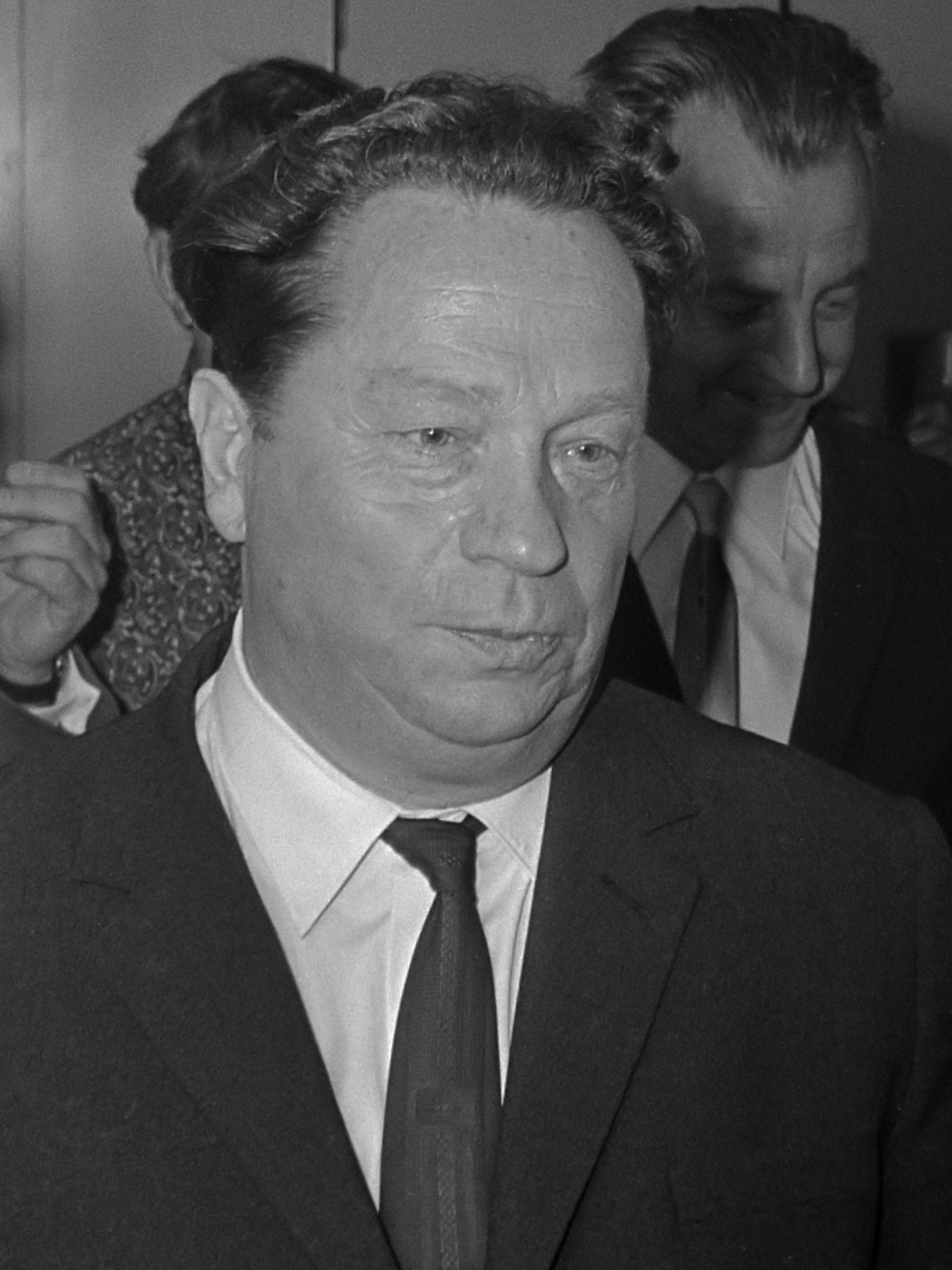
Władimir Promysłow (1968)

Władimir Fiodorowicz Promysłow (ros. Владимир Фёдорович Промыслов, ur. 15 lipca?/28 lipca 1908 we wsi Kabużskoje w guberni moskiewskiej, zm. 22 maja 1993 w Moskwie) – radziecki polityk, przewodniczący Komitetu Wykonawczego Moskiewskiej Rady Miejskiej (1963-1986), członek KC KPZR (1966-1986).
Od 1928 w WKP(b), 1934 ukończył technikum przy Moskiewskim Instytucie Inżynieryjno-Budowlanym, potem pracował przy budowie elektrowni, 1938-1939 w Moskiewskim Komitecie Miejskim WKP(b), 1939-1941 w Ludowym Komisariacie Przemysłu Ciężkiego ZSRR, 1941-1944 w Ludowym Komisariacie Przemysłu Czołgowego ZSRR, 1944-1945 w "Gławwojenpromstroju" przy Radzie Komisarzy Ludowych ZSRR, 1946-1949 ponownie w Moskiewskim Komitecie Miejskim WKP(b). 1949-1951 zastępca przewodniczącego Komitetu Wykonawczego Moskiewskiej Rady Miejskiej, 1951-1953 zastępca ministra szkolnictwa wyższego ZSRR, 1953-1954 ponownie zastępca przewodniczącego Komitetu Wykonawczego Rady Miejskiej Moskwy, 1954-1955 sekretarz Komitetu Miejskiego KPZR w Moskwie, 1955-1959 szef "Gławmosstroja" i I zastępca Komitetu Wykonawczego Rady Miejskiej Moskwy. Od 25 lutego 1956 do 29 marca 1966 członek Centralnej Komisji Rewizyjnej KPZR, od 1958 docent, od 26 grudnia 1959 do 23 stycznia 1963 przewodniczący Państwowego Komitetu Rady Ministrów Rosyjskiej FSRR ds. Budownictwa, od 23 stycznia do 3 kwietnia 1963 minister budownictwa Rosyjskiej FSRR i zastępca przewodniczącego Rady Ministrów Rosyjskiej FSRR. Od 12 marca 1963 do 3 stycznia 1983 przewodniczący Komitetu Wykonawczego Moskiewskiej Rady Miejskiej, od 8 kwietnia 1966 do 25 lutego 1986 członek KC KPZR, od stycznia 1986 na emeryturze. 1962-1989 deputowany do Rady Najwyższej ZSRR.

## Odznaczenia
- Order Lenina (trzykrotnie)
- Order Czerwonego Sztandaru Pracy (dwukrotnie)
- Order „Znak Honoru” (dwukrotnie)